# Варегем
Варегем (нід. Waregem) — громада і місто в Бельгії, округ Кортрейк, провінція Західна Фландрія. Варегем розташований в долині річки Лис між містами Кортрейк і Гент. Станом на 1 січня 2008 року населення комуни становить 35 963 осіб. Площа — 44,34 км² при щільності населення 811 чол./км².

## Пам'ятки

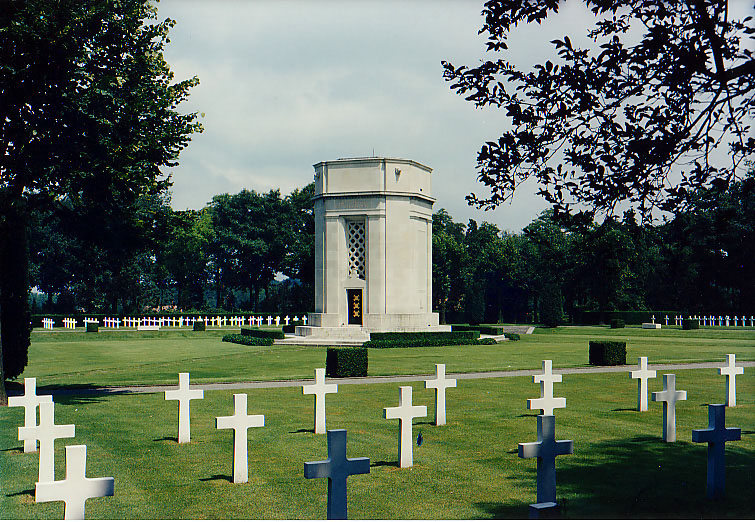
Американський військовий цвинтар.

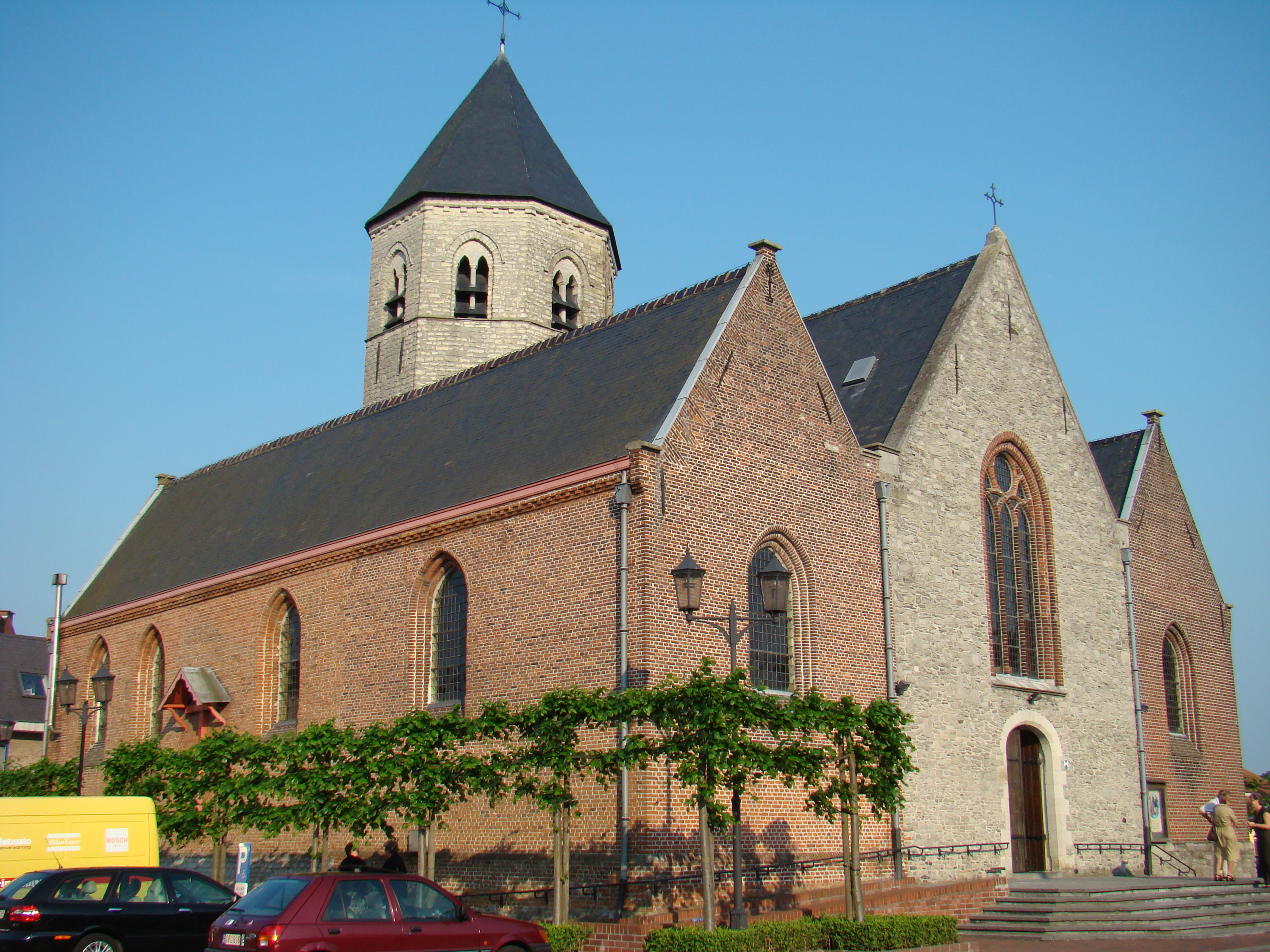
Церква Sint-Eloois-Vijve.

- Пам'ятник і цвинтар американським солдатам знаходиться на південному-сході міста. Найменше кладовище американським військовим у Європі та єдине в Бельгії. Тут поховані 368 американських військових, загиблих при звільненні Бельгії під час Першої світової війни.
- Парк навколо замку Барона Кейсера розташовується в центрі міста і має в собі гаї, ставки й фонтани.
- У місті також знаходиться декілька церков і сільськогосподарських будівель, побудованих в середньовіччі.

## Спорт
- Варегем є батьківщиною футбольного клубу «Зюлте-Варегем».
- У 1957 році в місті проходив Чемпіонат світу з шосейних велогонок.
- У 2007 році місто Варегем було початком третього етапу (Варегем — Компьень) знаменитої велосипедної гонки Тур де Франс.

## Відомі жителі
- Дік Норман, тенісист (народився в 1971 році)

## Міста-побратими
1. Голеган, Португалія
2. Нгарама, Руанда
3. Пардубіце, Чехія
4. Сексард, Угорщина
5. Херес-де-ла-Фронтера, Іспанія